# Johann Philipp Storr
Johann Philipp Storr (* 1665; † 14. August 1720 in Heilbronn) war von 1695 bis zu seinem Tod evangelischer Stadtpfarrer in Heilbronn. Er führte in der Reichsstadt einen mehrjährigen zähen Kampf gegen Anhänger des Pietismus, was ihm die Bezeichnung Pietistenschreck einbrachte. Seine Gegner betrachteten seinen Tod in Folge eines in der Kanzel erlittenen Schlaganfalls als gerechte Bestrafung durch den Teufel, woraufhin die Stadt Heilbronn 1720 eine Druckschrift zur Ehrenrettung Storrs verausgabte.

## Leben
Storr war von 1690 bis 1692 Pfarrer in Grünstadt und dann drei Jahre lang Pfarrer in Homburg, bevor er 1695 nach Heilbronn berufen wurde, wo er am 17. Februar 1695 seine Antrittspredigt las und im Januar 1696 auch noch eine Scholarchenstelle erhielt. Einen Ruf nach Worms 1698, wo ein besseres Gehalt lockte, konnte der Rat der Stadt dadurch abwenden, dass man Storr 300 Gulden und einen Garten beim Gutleutehaus zusprach. Auch ein späteres Angebot der pfälzischen Regierung, die ihn zum Superintendent und Professor einer theologischen Fakultät machen wollte, lehnte Storr ab.
In Heilbronn bildete sich ab 1702 eine pietistische Gruppe um den Sporer Hannsjörg Rosenbach und den Kaufmann Melber. Dem Rat der Stadt missfiel die Glaubensrichtung, und er richtete eine Untersuchungskommission ein, der auch Storr angehörte und die die Beschuldigten über ihre Versammlungen, Bekehrungsversuche und Druckschriften befragte. Auf Anraten Storrs wurde Rosenbach im Mai 1703 aus Heilbronn ausgewiesen. Über den Streit zwischen Storr und Rosenbach sowie dessen Mitstreitern erschienen verschiedene Druckschriften beider Seiten, in denen es nicht an wortreichen Anschuldigungen mangelte. Mit der Ausweisung Rosenbachs kehrte jedoch keine Ruhe ein. 1704 beauftragte man Storr damit, eine Erwiderung gegen in der Stadt kursierende pietistische Schriften zu schreiben. Nachdem im Juni 1705 der Kaufmann Melber erneut wegen eines pietistischen Treffens in seinem Haus angezeigt worden war, brodelte die Gerüchteküche über angebliche umstürzlerische Vorgänge unter Pietisten. Trotz diverser Befragungen ließen sich jedoch keine den inneren Frieden der Reichsstadt Heilbronn gefährdenden Umtriebe ausmachen. Immerhin wurde durch ein inzwischen unter Mitwirkung Storrs eingeführtes Fragebogen-Verhör einige angebliche pietistische „Verführer“ namhaft.
Je größer der Kreis der Heilbronner Pietisten wurde, umso eifriger bemühte sich Storr um dessen Bekämpfung. 1705 forderten Storr und seine Kollegen das Verbot der pietistischen Konventikel (Versammlungen) und die Verbrennung ihrer Schriften. Der Rat der Stadt erließ schließlich 1706 das Versammlungsverbot für Pietisten, das von diesen jedoch weitgehend ignoriert wurde. Die Konventikel fanden weiterhin statt und wurden mitunter auch angezeigt, es kam aber nur selten zu ernsten Konsequenzen. Als Sieg des inzwischen als Pietistenschreck bezeichneten Storr mag gelten, dass 1708 mit dem Kaufmann Melber und seiner Familie auch der zweite Hauptgegner Storrs aus Heilbronn ausgewiesen wurde.
Nachdem der Kampf gegen die Pietisten ruhiger geworden war, schrieb Storr 1713 ein Traktat gegen die Donatischen, in dem er eine kontroverse Ansicht zur Amtsweihe und zu den Sakramenten vertrat. Später ließ er sich in eine langjährige Auseinandersetzung mit den Jesuiten in Heidelberg verwickeln.
Im Sommer 1720 erkrankten Storrs Frau und seine Kinder schwer. Die unablässige Krankenpflege sowie der anstrengende Pfarr- und Schuldienst zehrten an seinen Kräften. Als er am 7. Juli 1720 in der Nikolaikirche die Leichenrede für Senator Städel hielt, erlitt er einen Schlaganfall, an dessen Folgen er am 14. August starb.
Nach seinem Tod veröffentlichte ein Anonymus aus Mosbach, der sich Philippo Scandaliter nannte, ein Traktat, in dem er behauptete, der Teufel habe Storr die Schläge auf der Kanzel erteilt. In Heilbronn fiel das Gerücht auf fruchtbaren Boden. Zur Ehrenrettung Storrs und zur Widerlegung der Gerüchte gab der Rat der Stadt Heilbronn im November 1720 eine gedruckte Geschichtserzählung und Ehrenrettung, den Tod Storrs betreffend heraus.

## Familie
Storr heiratet am 17. Oktober 1702 Augusta Katharina Förtsch, eine Tochter des Tübinger Theologen Michael Förtsch. Der Verbindung entstammten sechs Kinder. Der Sohn Johann Christian Storr (1712–1773) wurde ebenfalls Pfarrer und war Konsistorialrat und Stiftsprediger in Stuttgart. Trotz Johann Philipp Storrs antipietistischer Haltung wurde besagter Sohn zu einer der Hauptsäulen des Pietismus in Württemberg.